# Donkervinbarracuda
Sphyraena qenie is een straalvinnige vissensoort uit de familie van barracuda's (Sphyraenidae). De wetenschappelijke naam van de soort is voor het eerst geldig gepubliceerd in 1870 door Klunzinger.